# Flemming Møller Mortensen
Pour les articles homonymes, voir Møller et Mortensen.
Flemming Møller Mortensen, né le 3 juillet 1963 à Store Brøndum (da) (Danemark), est un homme politique danois, membre de la Social-démocratie (SD).

## Biographie

### Origines, études et carrière professionnelle
Flemming Møller Mortensen est le fils de Jens Møller Mortensen et de Marie Kirstine Mortensen, une infirmière.
Il étudie au lycée d'Aalborg puis suit une formation d'infirmier, se spécialisant en anesthésie. Il part un temps en Inde afin de venir en aide à des lépreux. Dans le service d'anesthésie de l'hôpital d'Aalborg, il est employé à partir de 2000 comme consultant pharmaceutique pour la firme AstraZeneca. De 2005 à 2007, il travaille comme directeur des ventes pour la société pharmaceutique Novartis.

### Carrière politique
En 2001, il est élu au conseil municipal de Skørping Kommune (da). Lors des élections locales de 2005, il est élu à Rebild et devient l'année suivante président de la commission de la culture et des loisirs. Il est également membre du conseil des représentants de l'orchestre symphonique d'Aalborg et du conseil du Sydhimmerlands Museum.
Candidat pour les élections législatives de 2007 dans la circonscription de Himmerland, il est élu député. Il est réélu en 2011. Membre de la Social-démocratie, il devient porte-parole du parti pour les questions de santé en 2013. Au Parlement, il est membre de la commission santé, de la commission culture, de la commission sur l'Église, de la commission sur le Groenland et de celle concernant les îles Féroé. Il est réélu député en 2015 et conserve sa place de porte-parole sur les questions sanitaires. Il est également réélu en 2019 et devient président du groupe parlementaire de la Social-démocratie.
Le 19 novembre 2020, il entre au gouvernement comme ministre du Développement international et ministre de la Coopération nordique. Il quitte ses fonctions le 15 décembre 2022.